# Zbigniew Płaszewski
Zbigniew Płaszewski (* 18. srpna 1951, Krakov) je bývalý polský fotbalista, obránce. 

## Fotbalová kariéra
Začínal v druholigovém týmu Hutnik Nowa Huta.
V polské nejvyšší soutěži hrál za Wislu Krakov, nastoupil ve 106 ligových utkáních, dal 2 góly a v roce 1978 získal s týmem mistrovský titul. V Poháru mistrů evropských zemí nastoupil v 5 utkáních a v Poháru UEFA nastoupil ve 4 utkáních. Za polskou reprezentaci nastoupil v letech 1976-1980 v 5 utkáních.

## Ligová bilance
| Ročník                   | Zápasy | Góly | Klub             |
| ------------------------ | ------ | ---- | ---------------- |
| 2. polská liga 1968/1969 | -      | -    | Hutnik Nowa Huta |
| 2. polská liga 1969/1970 | -      | -    | Hutnik Nowa Huta |
| 2. polská liga 1970/1971 | -      | -    | Hutnik Nowa Huta |
| 2. polská liga 1971/1972 | -      | -    | Hutnik Nowa Huta |
| 2. polská liga 1972/1973 | -      | -    | Hutnik Nowa Huta |
| 2. polská liga 1973/1974 | -      | -    | Hutnik Nowa Huta |
| 1. polská liga 1975/1976 | 18     | 0    | Wisla Krakov     |
| 1. polská liga 1976/1977 | 29     | 1    | Wisla Krakov     |
| 1. polská liga 1977/1978 | 25     | 0    | Wisla Krakov     |
| 1. polská liga 1978/1979 | 22     | 1    | Wisla Krakov     |
| 1. polská liga 1979/1980 | 12     | 0    | Wisla Krakov     |
| CELKEM 1. polská liga    | 106    | 2    |                  |